# Ур, сын Шама
«Ур, сын Шама» — фантастический роман Евгения Войскунского и Исая Лукодьянова, опубликованный в 1975 году. Переводился на болгарский и французский языки.

## Сюжет
Содержательно роман связан с авторским дебютом — «Экипаж „Меконга“». Текст содержит несколько сюжетных линий. Главный герой — Урнангу (кратко Ур) — сын шумеров Шамнилсина (Шама) и Кааданнатум (Каа). Его родителей похитили инопланетяне, сын родился в пути на планету, которую называл Эйр. Там он и вырос, после чего был отправлен на Землю, собирать информацию об изменившейся за тысячелетия планете: обители Эйра опасались агрессивности землян и их слишком быстрого прогресса. Из-за того, что не сохранились координаты первоначальной «выемки» шумеров, их десантировали на побережье Каспийского моря. Выдавая себя за румына, он устраивается в Институте физики моря (упоминаются: французский океанолог Русто и куратор Ура — герой предыдущего романа Валерий Горбачевский). Отец Шам постепенно привыкает к колхозной жизни в Советском Азербайджане, а незнание языка делает адаптацию менее травматичной. Ур в финале решает остаться на Земле, в Советском Союзе, хотя процесс его адаптации проходил совсем не безболезненно.

## Критика
Роман печатался в сокращённом виде в журнале «Искатель». Книжное издание в серии «Библиотека приключений и научной фантастики» вызвало трудности с цензурой, поскольку авторы были заподозрены в «пропаганде сионизма» (в романе упоминается библейский всемирный потоп, а шумеров сочли древними евреями). Евгений Войскунский в своём интервью заявил, что из-за антисемитских нападок был вынужден отказаться от фантастического жанра, «так как понял, что больше нас с Лукодьяновым издавать не будут».
Владимир Гаков рассматривал роман как продолжение «Экипажа „Меконга“», которое значительно менее удачно по сравнению с прототипом.
Во внутренней рецензии для издательства Аркадий Стругацкий утверждал, что весь сюжет романа был посвящён процессу «превращения холодного предубеждённого разведчика-соглядатая в истинного гражданина нового для него мира». Шумер, воспитанный чуждой внеземной расой, превращается в образцового советского гражданина. Достоинством романа рецензент счёл введение фантастического элемента в привычный быт 1970-х годов, когда «картины деятельности современного НИИ сменяются интереснейшими сведениями о способах приготовления шашлыка». Персонажи также находятся в непрерывном процессе поиска и становления: Горбачевский, так и не нащупавший своё место в науке и неудачно влюблённый в «мещаночку Аню», цирковой лилипут Иван Сергеевич, чья чуждость окружающим позволила Уру лучше понять людей, а также «пылкая и холодная Нонна, один из самых прекрасных персонажей романа, окончательно „ввергнувшая“ Ура в человеческое существование». Именно эти люди заставили раскрыться зачатки человечности, изначально присутствовавшие в личности пришельца.

## Издания
- Войскунский Е., Лукодьянов И. Ур, сын Шама: Научно-фантастический роман / Рис. Ю. Макарова // Искатель, 1975, № 1 — С. 2—78; № 2 — С. 2—67.
- Е. Л. Войскунский, И. Б. Лукодьянов. Ур, сын Шама : фантастический роман : [для среднего и старшего возраста] / ил.: А. Иткин. — М. : Детская литература, 1975. — 479 с. — (Библиотека приключений и научной фантастики).
- Е. Войскунски, И. Лукодянов. Ур, синът на Шам :  [болг.] / Прев. К. Шумкова. — Пловдив : Христо Г. Данов, 1979. — 416 с.
- E. Voikounski, I. Loukodianov. Ur, fils de Cham :  [фр.] / Traduction de Juliette Martin. — Paris : Fleuve Noir, 1984. — 320 p. — (Science fiction sovietique). — ISBN 2-265-02629-8.
- Евгений Войскунский, Исай Лукодьянов. Ур, сын Шама // Ур, сын Шама. Формула невозможного. — М. : АСТ, 2002. — С. 5—507. — 619 с. — (Классика отечественной фантастики). — ISBN 5-17-011161-4.
- Евгений Войскунский, Исай Лукодьянов. Ур, сын Шама (роман) // Ур, сын Шама / Иллюстрация на обложке и внутренние иллюстрации Ю. Макарова. — М. : Престиж Бук, 2017. — С. 5—488. — 608 с. — (Ретро библиотека приключений и научной фантастики). — ISBN 978-5-371-00602-8.